# Филлер, Самуил Ионович
Самуил Ионович Филлер (1882, Дубоссары, Тираспольский уезд, Херсонская губерния — 1954, Москва) — российский и советский революционный и партийный деятель.

## Биография
Родился в 1882 или в 1889 году.
Работал помощником аптекаря. С 1910 года член РСДРП, участник революционного движения (подпольная кличка «Альберт»). В 1912—1915 годах находился в ссылке в Вологодской губернии (Яренск), в 1916 году выслан в Иркутскую губернию, амнистирован 06(19).3.1917.
- 1918 — председатель ЧК Городского района (Москва).
- 1919 — январь 1921 начальник Секретно-оперативного отдела, заведующий отделом по борьбе с контрреволюцией Московской губернской ЧК, комиссар Подмосковного каменноугольного бассейна.
- январь-июнь 1921 — следователь Специального отделения при Управлении делами ВЧК при СНК РСФСР.
- 14.6.1921—1924 — ответственный секретарь Мурманского губернского комитета РКП(б).
- 1927 — секретарь Организационно-инструкторского отдела Центральной Контрольной Комиссии ВКП(б), председатель Центральной лечебной комиссии ВКП(б.)
- 14.9.1928 — член коллегии Народного комиссариата здравоохранения РСФСР.
- 1935—1937 — председатель ЦК профсоюза работников суда и прокуратуры.
- 1937—1946 — работал в ВЦСПС.

С 1946 года находился на пенсии. Умер в Москве. Похоронен на Новодевичьем кладбище.
С 31.5.1924 по 26.1.1934 - член Центральной Контрольной Комиссии РКП(б) — ВКП(б) (избирался на XIII—XVI съездах), в мае 1924 — декабре 1925 член Партийной коллегии ЦКК РКП(б).
Награждён орденом «Знак Почёта» (17.8.1945).